# 达伦·基亚基亚
达伦·基亚基亚（英語：Darren Chiacchia，1964年9月18日—），美国男子马术运动员。他曾代表美国参加2004年夏季奥林匹克运动会马术比赛，获得团体三项赛铜牌。